# Волфганг Зигмунд фон Ауершперг
Волфганг Зигмунд фон Ауершперг (на немски: Wolfgang Siegmund von Auersperg, Freiherr von Auersperg; * 1543/1545, Нойшлос Пургщал, Долна Австрия; † 18 ноември 1598) е австрийски благородник, фрайхер от фамилията Ауершперг.

## Живот
Той е син (от 10 деца) на фрайхер Зигмунд Николаус фон Ауершперг (1522 – 1581/1591) и първата му съпруга фрайин София фон Фолкенсторф (1520 – 1570), дъщеря на фрайхер Волфганг фон Фолкенсторф (* ок. 1495) и Аполония фон Екартзау (* ок. 1496). Баща му Зигмунд Николаус фон Ауершперг се жени втори път 1573 г. за Сидония Шефер фон и цу Фрайлинг.
Прапрадядо му Енгелхард I фон Ауершперг (1404 – 1466) помага на император Фридрих III (1415 – 1493)) и той му дава 1463 г. титлата маршал, и 1455 г. го прави главен кемерер в Каринтия и Виндише Марк.
Фамилията Ауершперг купува през 1492 г. замък Пургщал на река Ерлауф, Долна Австрия и го престроява на ренесансов дворец. През 1568 г. дворецът се дели между католическия и протестантския клон на собствениците. Северната част е на католическия фамилен клон, който веднага се нарича „Нойшлос“, а южната част на протестантския фамилен клон се нарича „Алтшлос“.
Внукът му Карл Вайкхард фон Ауершперг е издигнат на граф на 15 юли 1673 г.

## Фамилия
Волфганг Зигмунд фон Ауершперг се жени на 20 април 1578 г. в Грац за Фелицитас фон Виндиш-Грец (* 1560; † 31 декември 1615, Лаксенбург), внучка на Зигфрид фон Виндиш-Грец (1485 – 1541), дъщеря на фрайхер Якоб II фон Виндиш-Грец (1524 – 1577) и Анна Мария фон Велц († 1564). Те имат 13 деца:
- Волфганг Николаус фон Ауершперг (* 1579; † 3 април 1632), фрайхер на Ауершперг в Пайленщайн, женен на 23 януари 1611 г. за Анна Юстина фон Щубенберг (* 4 април 1594; † 26 март 1630); имат 5 деца
- София (1580 – 1610), омъжена 1603 г. за фрайхер Йоахим Бек фон Леополдсдорф († 1605)
- Паул Фолхард (1581 – 1605)
- Волфганг Вайкхарт фон Ауершперг (* 1583; † 1665/24 април 1666), фрайхер, женен на 17 февруари 1626 г. за фрайин Анна Зецима де Зецимова-Аусти от Усти († 17 август 1664); имат 7 деца
- Анна Мария (* 1584)
- Елизабет (* 1585; † 17 февруари 1649), омъжена 1626 г. за граф Фридрих фон Виндиш-Грец († 10 май 1649), син на граф Панкрац фон Виндиш-Грец (1525 – 1591) и графиня Хиполита фон Шлик († 1598)
- Георг (1586 – 1649), женен 1618 г. за Елизабет фон Шерфенберг (1587 – 1663)
- Фелицитас (1589 – 1636), омъжена I. за граф Йохан фон Конкини, II. 1629 г. за Георг Хартман Гайер фон Остерберг († 1647)
- Карл (1590 – 1613)
- Сидония (1591 – 1603)
- Йохан Стефан (1594 – 1620)
- Андреас фон Ауершперг (1597 – 1632), женен 1623 г. за фрайин Барбара фон Херберщайн (1586 – 1654); имат 2 деца
- Аполония (* 1599)